# ロジェール・ガルシア
ロジェール・ガルシーア・ジュニェン（Roger García Junyent, 1976年12月15日 - ）は、スペイン・カタルーニャ州サバデイ出身の元サッカー選手、現サッカー指導者。現役時代のポジションはMF。
FCバルセロナやバレンシアCFに所属していたオスカル・ガルシアは実兄である。

## 経歴
FCバルセロナの下部組織出身。1994-95シーズンにデビューし、そのシーズンは5試合に出場した。1995-96シーズンはトップチームに定着し、33試合に出場して5得点した。しかし、怪我の影響などで1996-97シーズンからは出場機会を減らし、バルセロナ最終年となる1998-99シーズンは6試合のみの出場だった。バルセロナ所属時には、当時監督だったヨハン・クライフの薫陶を受けた。
1999年、ライバルのRCDエスパニョールに移籍し、1997-98シーズンにコパ・デル・レイを獲得した。2002-03シーズンには在籍4シーズンで最多の31試合に出場し、9得点した。2003年、ビジャレアルCFに移籍した。2004-05シーズンは丸々棒に振った。2006年、オランダのアヤックス・アムステルダムに移籍した。アヤックスでは1シーズンのみ在籍し、現役を引退した。

## タイトル

### クラブ
バルセロナ
- スーペルコパ・デ・エスパーニャ 1995-96, 1996-97
- コパ・デル・レイ 1996-97, 1997-98
- リーガ・エスパニョーラ 1997-98, 1998-99
- UEFAカップウィナーズカップ 1996-97

エスパニョール
- コパ・デル・レイ 1999-00

ビジャレアル
- UEFAインタートトカップ 2003, 2004

### 代表
U-21スペイン代表
- UEFA U-21欧州選手権 : 1998